# مرمرشک
مرمرشک  با نام علمی Salvia macrosiphon گیاهی است که گل آن ریز و سپید و سیاه است و کشندهٔ مگس و دیگر هوام است و خوش بو وخوش عطر است و در مزارع، گندم‌زارهامی‌روید.
این گیاه در استان بوشهر،می‌روید.